# Armada de Republica Dominicana
Armada de República Dominicana (Marynarka Wojenna Republiki Dominikańskiej) – marynarka wojenna Dominikany, część sił zbrojnych tego państwa.
Głównymi bazami są Las Calderas, Santo Domingo i Haina.

## Historia

### 1900–1945
Po uzyskaniu niepodległości pod koniec XIX wieku, Dominikana utworzyła małą marynarkę wojenną, której najsilniejszymi jednostkami na początku XX wieku było kilka niewielkich kanonierek. Największą z nich była „Restauracion” z 1898 roku, o wyporności 1000 ton, uzbrojona w działa kalibru 120 mm. Kres ówczesnej marynarce Dominikany przyniosła okupacja kraju przez wojska amerykańskie między 1916 a 1924 rokiem.
Dominikana nie posiadała następnie sił morskich aż do stycznia 1934 roku, kiedy przybyły kupione w USA dwa małe kutry patrolowe. Dekretem prezydenta Rafaela Trujillo z 2 lutego 1938 roku powołano ponownie marynarkę wojenną. Do tego czasu liczyła już siedem przybrzeżnych kutrów patrolowych, uzbrojonych w broń maszynową (CG-1 – CG-7), a ósmy zbudowano w 1941 roku w Dominikanie. W skład marynarki wchodził ponadto transportowiec „Presidente Trujillo” i uzbrojony jacht „Ramsis”. Podczas II wojny światowej, Dominikana w grudniu 1941 roku po ataku japońskim na USA wypowiedziała wojnę państwom Osi. Jej przybrzeżna marynarka, zdatna jedynie do celów patrolowych, nie miała starć z wrogiem. Okręty dozbrojono jedynie w działka kalibru 20 mm i bomby głębinowe. Na początku 1944 roku USA dodatkowo przekazały Dominikanie trzy 83-stopowe kutry patrolowe.

### Po 1946

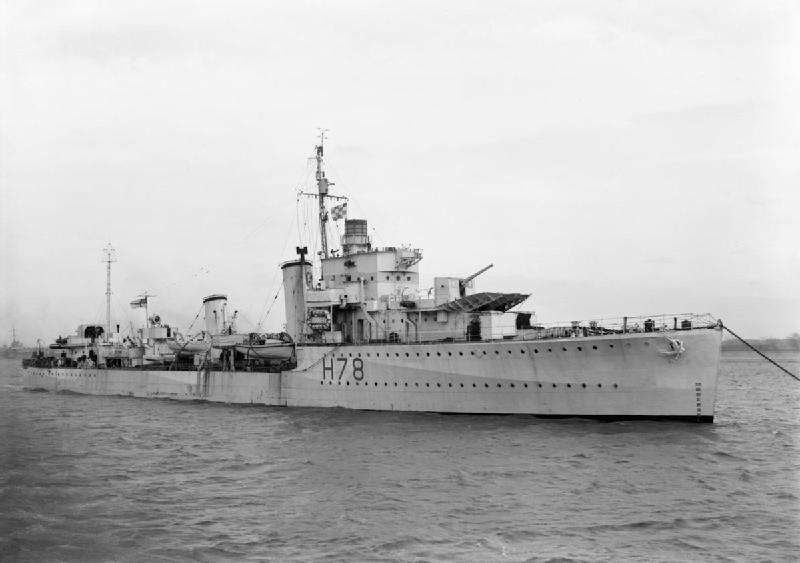
Niszczyciel „Generalissimo”, jeszcze jako brytyjski „Fame”

Dopiero po wojnie  Dominikana, rządzona dyktatorsko przez prezydenta Trujillo, przystąpiła do budowy wyjątkowo silnej jak na Karaiby i państwo tej wielkości marynarki wojennej, w oparciu o okręty pozyskiwane z nadwyżek wojennych państw alianckich. Jako pierwsze nabyto w 1946 roku od Kanady: korwetę typu Flower „Cristobal Colón” i fregatę typu River „Presidente Trujillo” (późniejsza „Mella”), zaadaptowaną na jacht prezydencki. W latach 1947–49 nabyto dwa brytyjskie niszczyciele budowy przedwojennej („Trujillo” i „Generalissimo”), trzy amerykańskie fregaty typów Tacoma i Asheville (River) oraz cztery dalsze korwety typu Flower z Kanady. Oprócz tego marynarka posiadała wówczas niezbyt liczne małe jednostki, głównie patrolowe i desantowe.

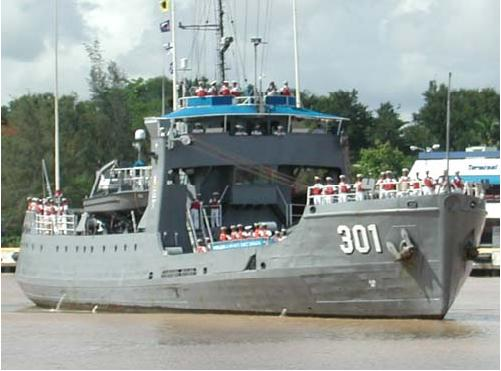
Okręt patrolowy „Almirante Didiez Burgos” (amerykański stawiacz boi), 2008

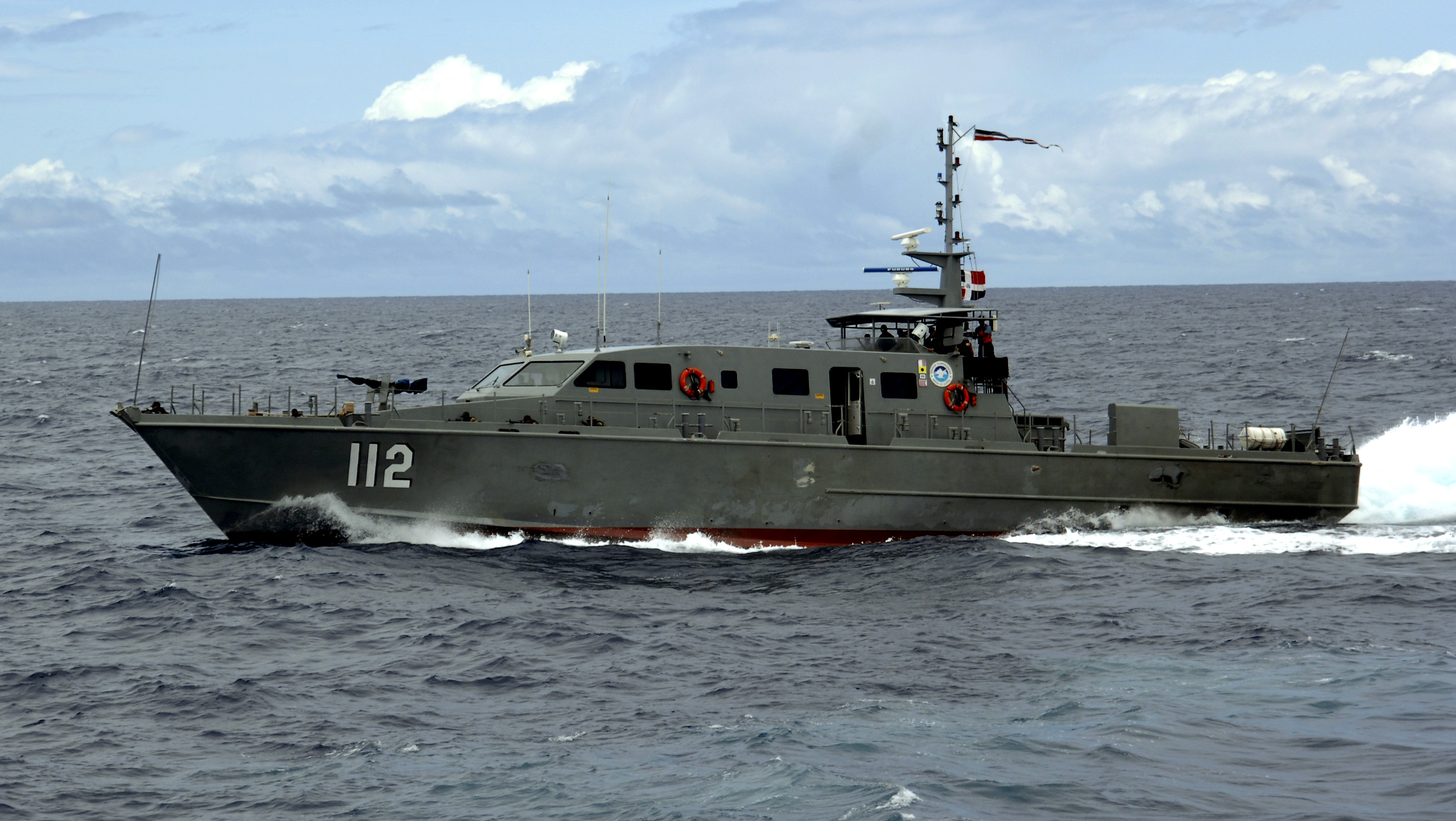
Patrolowiec „Altair” wcielony w 2003

W kolejnych dekadach rozwój marynarki został wstrzymany i nie nabywano już tak dużych okrętów, ani o większej wartości bojowej. W latach 60. i 70. pozyskiwano z USA okręty patrolowe różnej wielkości, głównie stare, w tym największe z nich trzy adaptowane stawiacze sieci typu Cohoes i dwa byłe trałowce typu Admirable. W latach 80. nabyto jedynie dwa nowe niewielkie patrolowce typu Swiftship 110ft. Do tej pory wycofano okręty nabyte bezpośrednio po wojnie, przy czym fregatę „Mella” zachowano jako okręt-muzeum. Taki stan marynarki, uzupełnianej przez kolejne stare amerykańskie okręty pomocnicze lub patrolowe, utrzymał się do końca XX wieku. W 2000 roku liczebność personelu marynarki wynosiła 3800 ludzi, w tym piechota morska.
Do 2015 roku marynarka znacznie powiększyła stan liczebny, do 10 800 personelu. Nie zmieniła jednak swojego charakteru, opartego na okrętach patrolowych uzbrojonych w broń maszynową lub działka małokalibrowe, a jej największymi jednostkami stały się cztery zaadaptowane w tym celu stawiacze boi amerykańskiego Coast Guardu, pochodzące z lat 40 (przekazywane Dominikanie od lat 90). W pierwszych dekadach XXI wieku nabyto jednak także pewną liczbę nowoczesnych małych patrolowców przybrzeżnych, w tym szybkie jednostki służące do zwalczania przemytu narkotyków.
Lotnictwo marynarki wojennej od 2003 roku używało lekkich śmigłowców patrolowych Bell OH-58 Kiowa, maksymalnie w liczbie trzech (w 2015 dwóch).